# Kaliforniai üregteknős
A kaliforniai üregteknős (Gopherus agassizii)  a hüllők (Reptilia) osztályába  és a teknősök (Testudines) rendjébe és a  Szárazföldi teknősfélék (Testudinidae) családjába tartozó faj.

## Elnevezése
Tudományos nevét Jean Louis Rodolphe Agassiz svájci-amerikai zoológusról kapta.

## Előfordulása
Az Amerikai Egyesült Államok délnyugati és Mexikó északi részének sivatagi területein honos.

## Megjelenése
Testhossza 25-38 centiméter, testtömege 4-7 kilogramm.

## Életmódja
Növényekkel és gyümölcsökkel táplálkozik.